# Janusz Nosek
Janusz Piotr Nosek (ur. 1968 w Nowym Targu) – historyk, generał brygady, w latach 2008–2013 szef Służby Kontrwywiadu Wojskowego.

## Życiorys
W 1987 ukończył naukę w I Liceum Ogólnokształcącym im. Seweryna Goszczyńskiego w Nowym Targu. Został absolwentem Wydziału Nauk Humanistycznych Katolickiego Uniwersytetu Lubelskiego oraz podyplomowych studiów w Szkole Przedsiębiorczości i Zarządzania Akademii Ekonomicznej w Krakowie w zakresie racjonalizacji działania służb prewencyjnych i kontrolnych. W roku szkolnym 1991/1992 był nauczycielem historii w macierzystym liceum. W tej szkole uczył też wiedzy o społeczeństwie.
W 1992 został funkcjonariuszem Urzędu Ochrony Państwa a następnie, w 2002, Agencji Bezpieczeństwa Wewnętrznego. W latach 1996–2006 zajmował szereg stanowisk kierowniczych średniego i wysokiego szczebla, m.in. był dyrektorem Zarządu Ochrony Ekonomicznych Interesów Państwa UOP oraz dyrektorem Delegatury ABW w Krakowie. Uczestniczył w wielu szkoleniach krajowych i zagranicznych, m.in. w Akademii FBI w Quantico. Jest autorem opublikowanej w 1999 pracy „Zarys biografii wojskowej gen. bryg. Mieczysława Boruty Spiechowicza (1894–1985)”. 20 lutego 2008 Prezes Rady Ministrów Donald Tusk powierzył mu pełnienie obowiązków szefa Służby Kontrwywiadu Wojskowego, zaś 20 maja 2008 powołał go na to stanowisko. 9 listopada 2010 Prezydent RP, Bronisław Komorowski, na wniosek Ministra Obrony Narodowej, mianował go generałem brygady.
20 września 2013, premier Donald Tusk, na wniosek o odwołanie generała złożony przez szefa Ministerstwa Obrony Narodowej Tomasza Siemoniaka, podjął decyzję o rozpoczęciu procedury odwołania szefa SKW, Janusza Noska. Informację opublikowało tego dnia Centrum Informacyjne Rządu. Formalne odwołanie nastąpiło 8 października 2013. Od 15 stycznia 2024 roku jest stałym doradcą Komisji do Spraw Służb Specjalnych Sejmu RP.

## Kontrowersje
6 grudnia 2017 został przesłuchany przez prokuraturę w charakterze podejrzanego o przekroczenie uprawnień lub niedopełnienie obowiązków jako szef SKW oraz działania na rzecz obcego wywiadu w związku z umową o współpracy zawartą we wrześniu 2013 roku pomiędzy Służbą Kontrwywiadu Wojskowego a Federalną Służbą Bezpieczeństwa Federacji Rosyjskiej. Postępowanie to zostało umorzone 23 kwietnia 2024 roku z uwagi na brak znamion czynu zabronionego. W tzw. Raporcie Bodnara stwierdzono, że w przedmiotowej sprawie dopuszczono się wielu rażących błędów stanowiących obrazę prawa i nie ustrzeżono się od naruszenia zasady niezależności prokuratora. W związku z tym Wydział Spraw Wewnętrznych Prokuratury Krajowej wszczął śledztwo, w którym Janusz Nosek uzyskał status pokrzywdzonego.

## Odznaczenia
- Złoty Krzyż Zasługi – 2010
- Srebrny Krzyż Zasługi – 2002[12]
- Brązowy Krzyż Zasługi – 1999[13]
- Srebrny Medal „Za zasługi dla obronności kraju”